# Сенковский, Осип Иванович
О́сип-Юлиа́н Ива́нович (иногда Иосиф Юлиан) Сенко́вский (пол. Józef Julian Sękowski, наиболее известный псевдоним — Барон Брамбеус; 19 (31) марта 1800, поместье Антологон, Виленский уезд, Литовская губерния — 4 (16) марта 1858, Санкт-Петербург) — русский и польский востоковед, полиглот, писатель, критик, редактор, журналист. Редактор первого русского массового «толстого журнала» «Библиотека для чтения». Статский советник, заслуженный профессор (1847), член-корреспондент Императорской Академии наук (1828). Считается основоположником теории литвинизма.

## Биография
Родился в старинной шляхетской семье, принадлежащей к старинному роду Сарбевских. Один из его предков, Матвей-Казимир Сарбевский, живший в XVII веке, снискал себе славу лучшего латинского лирика, удостоился венца в Риме и был прозван «новым Горацием». К началу XIX века род обеднел, но Осип-Юлиан сумел получить блестящее домашнее образование. Он рано обнаружил наклонности к филологии. В детстве под руководством профессора Виленского университета Г. Э. Гроддека изучил в совершенстве древние языки. Недолго проучился в Минском коллегиуме. Во время учёбы в Виленском университете окончил физико-математический, филологический, нравственно-политический факультеты. Во время обучения на медицинском факультете тяжело заболел и в качестве отдохновения от напряженной учёбы отправился в Стамбул для повышения практического знания восточных языков (1819). Формально университет не окончил.
Участвовал в польском юмористическом листке «Wiadomości Brukowe» («Уличные ведомости»), издаваемом «Товариществом шалунов» — «Towarzystwo szubrawców».
В университете под влиянием профессоров И. Лелевеля и Г. Э. Гроддека проникся интересом к Востоку. В 18 лет перевёл на польский язык басни Лукмана (с арабского), в 19 лет составил обзор поэтического сборника Хафиза (с персидского подлинника). На юношу после издания переводов стали смотреть как на подающего надежды ориенталиста. Совершил путешествие по Турции, Сирии и Египту (1819—1821), частично за счёт того, что виленские учёные объявили подписку на денежное обеспечение этого путешествия с обязательством публиковать отчёты о путешествии и собрать документы о польско-турецких связях. Свои обязательства перед спонсорами путешествия Сенковский полностью выполнил. Из путешествия привёз в Петербург (куда переехал в 1821 году) научные труды и древние арабские рукописи; чуть было не увёз из Египта знаменитый дендерский зодиак (древнее астрономическое изваяние уже было погружено на барку, но начавшаяся греческая революция не позволила доставить его в Россию). Часть путевых очерков была издана на русском языке: «Отрывки из путешествия по Египту, Нубии и верхней Эфиопии» (1821), позже — «Воспоминания о Нубии и Сирии», на польском — «Wyiątek z opisu podrózy do Nubii i wyższej Etiopii» (1822).
Помимо основных европейских языков, блестяще знал восточные — турецкий и арабский (в совершенстве), на которых говорил и писал прозой и стихами «каллиграфически-щеголевато», персидский, также новогреческий, итальянский и сербский языки. Впоследствии овладел также китайским, монгольским и тибетским языками.
С 1821 года служил переводчиком в Иностранной коллегии в Санкт-Петербурге. Предложение о сотрудничестве от русской дипломатической миссии получил ещё в Турции. В Петербурге Сенковского экзаменовал академик Х. Д. Френ, знаменитый ориенталист, который написал в официальном заключении, что познания экзаменуемого в арабском языке превосходят познания экзаменующего.
В 1822—1847 гг. — ординарный профессор Санкт-Петербургского университета по кафедре арабской и турецкой словесности. За время своего преподавания опубликовал несколько исследований по истории, филологии и этнографии мусульманского Востока, выпустил ряд переводов из арабской классической литературы. Сенковский стал фактическим основателем школы русской ориенталистики, многие из его учеников (М. Г. Волков, В. В. Григорьев, В. Г. Тизенгаузен и др.) внесли значительный вклад в развитие российского востоковедения. Лекции Сенковского слушал крупнейший впоследствии картвелолог Д. И. Чубинашвили, отметивший утверждение лектора о том, что до XII века «грузин вообще не было на свете».
С начала 1830-х годов фактически отошёл от активной научной деятельности.
В 1828—1833 годах исполнял обязанности цензора. По воспоминаниям Старчевского, был фактическим автором «либерального» Цензурного устава 1828 года. 14 апреля 1833 года был вынужден уйти с должности цензора Петербургского цензурного комитета после выговора, с возмещением издержек на печатание, за разрешение перепечатки на французском языке в России пьесы Виктора Гюго «Лукреция Борджиа». («Русская старина», 1903, № 3. — С. 573.)
Помимо ориенталистики, занимался изучением скандинавских саг и русской истории, акустикой, теорией и историей музыки, изобретениями музыкальных инструментов, написал множество статей по этнографии, физике, математике, геологии, медицине.

## Научные звания и членства в научных и литературных обществах
- Член Петербургского Вольного Общества Любителей Словесности (декабрь 1821), по рекомендации Фаддея Булгарина;
- Действительный член Общества Любителей Наук в Варшаве (1823);
- Почётный доктор философии Краковского университета (август 1826);
- Член Ученого Общества при Краковском университете (ноябрь 1826);
- Член Азиатского Общества в Лондоне (1827);
- Член-корреспондент Императорской Академии наук (декабрь 1828) по рекомендации академика Френа;
- Член Общества Северных Антиквариев в Копенгагене;
- Заслуженный профессор (1847).

## Литературная деятельность
В 1815—1822 годах печатался в виленском еженедельнике на польском языке «Tygodnik Wileński», участвовал в сатирическом журнале «Wiadomości Brukowe».
Первый опыт исторического исследования — «Приложение к общей истории гуннов, турков и монголов» (1824, на французском языке).
В 1822 году близко сошёлся со своим земляком Ф. В. Булгариным, через него познакомился с Н. И. Гречем и А. А. Бестужевым, с которым особенно сошёлся. «Сенковский учил польскому Марлинского, а Марлинский исправлял русский Сенковского, для которого «легче было писать по-турецки, чем по-русски». Сотрудничал в периодических изданиях: «Северный архив», «Сын отечества», «Северная пчела»; активно участвовал в альманахе А. А. Бестужева и К. Ф. Рылеева «Полярная звезда» (1823—1825).
Первым его опытом в русской литературе стал цикл «Восточных повестей», которые наполовину были переводами с восточных языков. В «Полярной звезде на 1823 год» была опубликована повесть «Бедуин», в следующем выпуске альманаха — «Витязь буланого коня». В «Полярной звезде на 1825 год» появились сразу три повести: «Деревянная красавица», «Истинное великодушие» и «Урок неблагодарным». Позже в «Северных цветах» были напечатаны повести «Бедуинка» и «Вор», в «Альбоме северных муз» — «Смерть Шанфария».
В 1827 году в газете «Северная пчела» опубликовал первый опыт в пародийно-сатирическом наукообразном жанре, в 1828 году научный памфлет вышел отдельным изданием на французском языке под названием: «Письмо Тутунджи-оглы-Мустафа-аги, истинного турецкого философа, г-ну Фаддею Булгарину, редактору „Северной пчелы“; переведено с русского и опубликовано с учёным комментарием Кутлук-Фулада, бывшего посла при дворах бухарском и хивинском, а ныне торговца сушёным урюком в Самарканде».
В 1830—1831 годах цензурировал, а в 1831 году редактировал в Санкт-Петербурге польскую сатирическую газету «Bałamut» по образцу виленского журнала «Wiadomości Brukowe».
В 1830 году опубликовал свой очень вольный авторизованный перевод с английского романа Джеймса Мориера «Похождения Хаджи-Бабы из Исфагана», а в 1831 году его продолжение — «Похождения Хаджи-Бабы в Лондоне».
В альманахе крупнейшего санкт-петербургского книгоиздателя и книготорговца А. Ф. Смирдина «Новоселье» опубликовал в 1833 году первые сочинения за подписью Барон Брамбеус — литературно-политические обозрения «Незнакомка» и «Большой выход у Сатаны». В том же году издал «Фантастические путешествия барона Брамбеуса», имевшие ошеломительный успех. Имя героя знаменитой лубочной повести Барона Брамбеуса Сенковский, по свидетельствам современников, часто повторял, шутки ради, в обращениях к своему лакею и на лекциях турецкого языка, где «Сказка о Францыле Венецианине и прекрасной королеве Ренцывене» перелагалась на турецкий язык. В «Истории о храбром рыцаре Францыле Венецияне…» есть, к примеру, такие строки: «В некотором царстве, в некотором государстве жил-был шпанский король Барон Брамбеус…»
Помимо этого псевдонима Сенковский использовал и другие: «доктор Карл фон Биттервассер», «Тютюнджю-оглу Мустафа-ага», «Буки-Буки», «Иван Иванов сын Хохотенко-Хлопотунов-Пустяковский, отставной подпоручик, помещик разных губерний и кавалер беспорочности», «Делюбардар», «пограничный толмач Разумник Артамонов сын Байбаков» и др.
В 1834—1847 годах — редактор ежемесячного «журнала словесности, наук, художеств, промышленности, новостей и мод, составляемый из литературных и ученых трудов…» «Библиотека для чтения», в котором публиковал свои многочисленные статьи на разнообразные темы, преимущественно истории и литературы, также нравоучительные развлекательные повести и рассказы. Восточные, светские, бытовые, сатирические повести, публиковавшиеся под псевдонимом «Барон Брамбеус», сделали его особенно популярным. Смирдин, издатель «Библиотеки для чтения», выбрал Сенковского в качестве редактора журнала «Библиотека для чтения». Иногда, по цензурным соображениям, редакторами «объявлялись» Греч или Крылов, но «никто в свете, кроме г. Сенковского, не имел ни малейшего влияния на состав и содержание „Библиотеки для чтения“. Все её недостатки, равно как и все достоинства, если какие были, должны быть приписаны ему одному».
Смирдин платил Сенковскому необычно большое для того времени жалованье в 15 000 рублей в год. Тираж журнала возрос «непомерно» — до 5 тысячи подписчиков в год, что приносило Смирдину огромные прибыли. Это был первый в России журнал энциклопедического характера, охватывавший все стороны жизни мало-мальски образованного русского человека. Объём «Библиотеки…» доходил до 30 печатных листов. Сенковский стремился утвердить единый стиль всего издания: каждая статья в журнале была не статьей «вообще», а компонентом единого целого.
Неожиданным «новшеством» было и то, что «Библиотека…» всегда выходила точно в срок: каждое первое число месяца. В этот день рассыльный обязательно доставлял авторам напечатанных в номере произведений гонорар. Рассыльные, боясь гнева Сенковского, порой переправлялись через Неву, рискуя жизнью, даже во время ледохода.
Белинский характеризовал в 1836 году «Библиотеку…» как идеальный журнал для массового читателя: «Представьте себе семейство степного помещика, семейство, читающее всё, что ему попадется, с обложки до обложки; ещё не успело оно дочитаться до последней обложки, ещё не успело перечесть, где принимается подписка, и оглавление статей, составляющих содержание номера, а уж к нему летит другая книжка, и такая же толстая, такая же жирная, такая же болтливая, словоохотливая, говорящая вдруг одним и несколькими языками… Не правда ли, что такой журнал — клад для провинции?..»
Будучи редактором «Библиотеки для чтения», Сенковский скоро стал знаменитым и очень богатым человеком. Он зажил на широкую ногу, изысканно одевался, снял дом на Почтамтской улице, при доме было два сада — цветочный и фруктовый. В своём доме начал с конца 1830-х годов устраивать музыкально-литературные вечера. Лет через десять Сенковский почувствовал, что здоровье его подорвано каторжной журнальной работой. В 1843 году он писал своей корреспондентке, впоследствии сотруднице своего журнала, Е. Н. Ахматовой: «Моя преждевременная смерть была бы очень выгодна для меня… я знаю это и чувствую также, что если проживу дольше, если дотяну до старости, всё это изотрется, завянет, обесцветится, пропадет безвозвратно».

## Последние годы
В последние свои годы Сенковский жил уединённо, занимаясь музыкой, астрономией, химией, гальванопластикой, фотографией, выводил в своих садах новые культуры, обивал мебель. Увлекшись музыкой, он с 1842 по 1849 год строил «оркестрион», инструмент, который мог бы заменить собой оркестр. Сенковский нанял известного фортепианного мастера, его помощника и четырёх рабочих. После нескольких лет переделок и огромных издержек составился огромный, в два этажа, «синтетический» механизм, сочетавший струнные и духовые инструменты, смычки, педали и сложную клавиатуру. На «оркестрионе» никто не мог играть, кроме жены Сенковского, которая исполняла на «инструменте» две-три вещи. «Изобрел» Сенковский и скрипку «о пяти струнах».
К началу 1850-х годов роскошная жизнь и неудачные финансовые операции разорили Сенковского, и он был вынужден вернуться к перу. Летом 1856 года, преодолевая болезнь и отвращение к литературе, он начал печатать в журнале «Сын Отечества» еженедельные «Листки Барона Брамбеуса». «Листки» имели оглушительный успех, тираж издания увеличился разом на несколько тысяч подписчиков. Последний «листок» Сенковский продиктовал за три дня до своей смерти в 1858 году. В том же году некоторое время редактировал журнал «Весельчак».
Похоронен на Волковском лютеранском кладбище, могила не сохранилась.

## Семья
В 1819 году О. И. Сенковский женился, ещё студентом, до своего отъезда на Восток. Развёлся в 1828 году.
В 1829 году женился на баронессе Аделаиде Александровне Раль (1806—1859), дочери барона Александра Александровича фон Раля (1756—1833) от брака с Елизаветой Александровной Мольво (1768—1843). Таким образом О. И. Сенковский породнился с мужем её сестры Софьи — генералом Ф. Ф. Шубертом, а также с мужем другой сестры, Александры, художником А. П. Брюлловым.

Как и все дочери барона, Аделаида получила хорошее домашнее воспитание. По поводу брака Сенковский писал матери: 
Я совершенно счастлив с нею, совершенно доволен своим выбором. Она кротка как ангел, как её мать; добра, тиха, нежна и экономна.

Дом Сенковских был одним из культурных центров столицы, привлекавших незаурядных людей. В частности, он славился музыкальными вечерами, на которых бывали семьи Брюлловых и Шубертов, сыновья П. Ф. Соколова , Н. В. Кукольник, граф Ф. П. Толстой, прославленные музыканты Ф. Лист, Ф. Серве, А. Адан и другие. 
 По свидетельству Е. Н. Ахматовой, сотрудницы О. И. Сенковского:
Его жена, перед которою все преклонялись в доме, начиная с него самого, была исключительно настроена на музыкальный лад… Главною её страстью была музыка, и в доме Осипа Ивановича музыка, а не литература, играла главную роль.
Аделаида Александровна — писательница, автор повестей в «Библиотеке для чтения» и биографического очерка «Осип Иванович Сенковский» (1859), которого искренно любила и боготворила. Однако Аделаида не знала, что муж женился на ней из любви к её старшей сестре Софье, которая не любила Сенковского. Софья, зная любовь сестры к Сенковскому, пожелала этого брака, чтобы составить счастье Адели. Когда в 1833 году Софья умерла, О. И. Сенковский сам опасно занемог и чуть не умер. Эти события нашли отражение в автобиографической повести Сенковского «Любовь и смерть».
После смерти Сенковского Аделаида Александровна в 1858—1859 гг. издала сочинения своего мужа.

## Адреса в Санкт-Петербурге
- январь 1829 — 1833 — дом Раля, Английская набережная, 72.